# Pseudarista geldersi
Pseudarista geldersi là một loài bướm đêm trong họ Noctuidae.